# ECW Wrestlepalooza
Wrestlepalooza fue un evento de lucha libre profesional producido por la empresa Extreme Championship Wrestling (ECW). La edición de 1998 fue la única en ser emitida por pago por visión.

## Resultados

### 1995
Wrestlepalooza 1995 tuvo lugar el 5 de agosto de 1995 desde el ECW Arena en Filadelfia, Pensilvania.
- JT Smith derrotó Hack Meyers
- Big Val Puccio derrotó a Tony Stetson
  - Stetson fue descalificado
- Raven, Stevie Richards, Snot Dudley & Big Dick Dudley derrotaron a Tommy Dreamer, Cactus Jack, Pitbull #1 & Pitbull #2
- 2 Cold Scorpio, Dean Malenko & Cactus Jack derrotaron a Eddie Guerrero, Rick Steiner & Scott Steiner
- Mikey Whipwreck derrotó a The Sandman
- The Gangstas (New Jack & Mustafa Saed) derrotaron a The Public Enemy (Rocco Rock & Johnny Grunge) en un Stretcher Match

### 1997
Wrestlepalooza 1997 tuvo lugar el 6 de junio de 1997 desde el ECW Arena en Filadelfia, Pensilvania.
- Shane Douglas derrotó a Chris Chetti reteniendo el Campeonato Mundial de la Televisión (6:52)
  - Douglas cubrió a Chetti después de un "Belly to Belly Suplex".
- The Pitbulls (Pitbull #1 & Pitbull#2) derrotaron a The F.B.I. (Little Guido & Tracey Smothers) (con Tommy Rich) (7:33)
  - Pitbull#2 cubrió a Guido después de un "Superbomb".
- The Dudley Boyz (D-Von Dudley & Buh Buh Ray Dudley) (con Joel Gertner, Sign Guy Dudley and Big Dick Dudley) derrotaron a The Sandman & Balls Mahoney (8:30)
  - Ray Dudley cubrió a Mahoney después de un "3D".
- Terry Funk derrotó a Chris Candido reteniendo el Campeonato Mundial Peso Pesado de la ECW (12:57) 
  - Funk cubrió a Candido con un "Outside Cradle".
- Tommy Dreamer (con Beulah McGillicutty) derrotó a Raven (con Chastity y Lupus)
  - Dreamer cubrió a Raven después de un "DDT".
- Sabu (con Bill Alfonso) derrotó a Taz
  - Sabu cubrió a Taz cuando este le aplicaba un "Tazmission".
- Taz derrotó a Shane Douglas (con Francine) ganando el Campeonato Mundial de la Televisión (2:50)
  - Taz forzó a Douglas a rendirse con un "Tazmission".
- The Eliminators (John Kronus y Perry Saturn) derrotaron a The Dudley Boyz (D-Von Dudley & Buh Buh Ray Dudley) (con Joel Gertner, Sign Guy Dudley and Big Dick Dudley) reteniendo el Campeonato Mundial en Parejas de la ECW
  - Saturn cubrió a D-Von Dudley después de un "Diving Side Elbow Drop".

### 1998
Wrestlepalooza 1998 tuvo lugar el 3 de mayo de 1998 desde el Cobb County Civic Center en Marietta, Georgia.
- The Blue Meanie & Super Nova derrotaron a The F.B.I. (Little Guido & Tracy Smothers) (c/Tommy Rich) (9:27)
  - Nova cubrió a Guido después de un "Novacaine".
  - Durante el combate, Rich intervino en favor de Guido y Smothers.
  - Tras la lucha, Nova y Meanie bailaron la canción "YMCA" de Village People.
- Justin Credible derrotó a Mikey Whipwreck (9:54)
  - Credible cubrió a Whipwreck después de un "That's Incredile".
- Chris Candido & Lance Storm derrotaron a The Hardcore Chair Swingin' Freaks (Balls Mahoney & Axl Rotten) reteniendo el Campeonato en Parejas de la ECW (12:04)
  - Candido cubrió a Mahoney después de un golpe con una silla.
- Bam Bam Bigelow derrotó a New Jack (8:48)
  - Bigelow cubrió a New Jack después de una "Greetings from Asbury Park".
- Tommy Dreamer & The Sandman derrotaron a The Dudley Boyz (Buh Buh Ray & D-Von) (11:19)
  - Sandman cubrió a D-Von y Dreamer cubrió a Buh Buh después de que ambos aplicaran "DDTs" simultáneos.
- El Campeón Mundial de la Televisión Rob Van Dam y Sabu alcanzaron al límite de tiempo (30:00)
  - Van Dam y Sabu empataron, Van Dam retuvo el campeonato.
- Shane Douglas derrotó a Al Snow reteniendo el Campeonato Mundial Peso Pesado de la ECW (13:05)
  - Douglas cubrió a Snow con un "Sunset Flip".

### 2000
Wrestlepalooza 2000 tuvo lugar el 16 de abril de 2000 desde el Family Arena en Saint Charles, Misuri.
- Chilly Willy derrotó a Johnny Swinger (w/ Judge Jeff Jones)
- Nova & Chris Chetti derrotaron a The New Dangerous Alliance (C.W. Anderson & Bill Wiles) (w/ Lou E. Dangerously & Elektra)
- H.C. Loc derrotaron a Simon Diamond (w/ Prodigy, Prodigette & Musketeer)
- Danny Doring & Amish Roadkill derrotaron a F.B.I. (Little Guido & Sal E. Graziano)
- Super Crazy derrotó a Kid Kash
- The Impact Players (Justin Credible & Lance Storm) (w/ Dawn Marie) derrotaron a Raven & Mikey Whipwreck (w/ Francine) reteniendo el Campeonato en Parejas de la ECW
- Tommy Dreamer, Dusty Rhodes, The Sandman & New Jack derrotaron a Steve Corino, Jack Victory, Rhino & Yoshihiro Tajiri en una Street Fight